# Angeliera psamathus
Angeliera psamathus is een pissebed uit de familie Microparasellidae. De wetenschappelijke naam van de soort is voor het eerst geldig gepubliceerd in 1984 door Kensley.